# Coppa Intercontinentale 2017 (hockey su pista)
La Coppa Intercontinentale 2017 è stata la 17ª edizione dell'omonima competizione di hockey su pista riservata alle squadre di club. Il torneo ha avuto luogo dal 15 al 16 dicembre 2017. Il trofeo è stato vinto dal Benfica per la seconda volta nella sua storia.

## Squadre partecipanti
| Nazione    | Club           | Qualificazione                                      | Partecipazioni precedenti (il grassetto indica la vittoria) |
| ---------- | -------------- | --------------------------------------------------- | ----------------------------------------------------------- |
| Argentina  | Andes Telleres | Detentore del South American Club Championship 2016 | Esordiente                                                  |
| Argentina  | Concepción     | Detentore del South American Club Championship 2017 | 1987, 2007, 2008                                            |
| Portogallo | Benfica        | Detentore dell'Eurolega 2015-2016                   | 2013                                                        |
| Spagna     | Reus Deportiu  | Detentore dell'Eurolega 2016-2017                   | 2010                                                        |

## Risultati

### Semifinali
| Reus 15 dicembre 2017, ore 19:30 CET | Andes Telleres               | 4 – 7 | Benfica | Pavelló Olímpic de Reus\| Arbitri: \| Antonio Gomez Oscar Valverde \| |
| Arbitri:                             | Antonio Gomez Oscar Valverde |       |         |                                                                       |

| Reus 15 dicembre 2017, ore 21:15 CET | Concepción                | 5 – 7 | Reus Deportiu | Pavelló Olímpic de Reus\| Arbitri: \| Luis Peixoto Paulo Rainha \| |
| Arbitri:                             | Luis Peixoto Paulo Rainha |       |               |                                                                    |

## Finale
| Reus 16 dicembre 2017, ore 17:00 CET | Benfica                       | 5 – 3 | Reus Deportiu | Pavelló Olímpic de Reus\| Arbitri: \| Xavier Bleuzen Franco Ferrari \| |
| Arbitri:                             | Xavier Bleuzen Franco Ferrari |       |               |                                                                        |